# Dark Angel (miniserie)
Dark Angel es una miniserie de televisión de dos partes transmitida del 31 de octubre del 2016 hasta el 7 de noviembre del 2016 transmitida por medio de las cadenas "ITV", "STV" y "UTV". 
La miniserie está basada en el libro Mary Ann Cotton: Britain’s First Female Serial Killer del criminólogo y experto en asesinos en serie escocés David Wilson. 
Contó con la participación invitada de los actores Michael Culkin, Shaun Prendergast, Gioacchino Jim Cuffaro, Paul Brennen, Laura Jane Matthewson, Jamie Ben Chambers, entre otros...

## Sinopsis
La miniserie se centra en Mary Ann Cotton, la ampliamente reconocida primera mujer asesina en serie de Inglaterra quien mató a tres de sus esposos y a once de sus trece hijos envenenándolos con arsénico con el fin de cobrar sus pólizas de seguro.
Después de las misteriosas muertes de sus familiares y amistades Mary Ann logra salir impune de los crímenes.
Sin embargo cuando Charles "Charlie" Cotton muere misteriosamente el oficial Thomas Riley convence al forense de demorar la firma del certificado de defunción hasta que las circunstancias de la muerte de Charlie fueran aclaradas, poco después cuando los periódicos locales comienzan a investigar descubren que Mary Ann había estado viajando por todo el norte de Inglaterra y misteriosamente había perdido a tres esposos, un amante, una amiga, a su madre y a 12 hijos y que todos ellos habían muerto de "fiebre estomacal". 
Cuando los rumores comienzan a esparcirse las sospechas caen sobre Mary Ann y la policía comienza a investigar, cuando el médico que había atendido a Charlie detecta rastros de arsénico en las muestras que le había sacado y le notifica a la policía, Mary Ann finalmente es arrestada.
Mary Ann fue encontrada culpable el 24 de marzo de 1873 y condenada a muerte por ahorcamiento.

## Personajes

### Personajes principales
| Actor             | Personaje                | Ocupación                    | Episodios | Duración | Estado | Causa                             |
| ----------------- | ------------------------ | ---------------------------- | --------- | -------- | ------ | --------------------------------- |
| Joanne Froggatt   | Mary Ann Cotton          | Asesina en Serie / Enfermera | 2         | 2016     | -      | -                                 |
| Alun Armstrong    | George Stott             | Padrastro de Mary Ann        | 2         | 2016     | -      | -                                 |
| Penny Layden      | Margaret Stott           | Madre de Mary Ann            | 2         | 2016     | Muerta | envenenada por su hija Mary Ann   |
| Laura Morgan      | Margaret "Maggie" Cotton | Mejor Amiga de Mary Ann      | 2         | 2016     | Muerta | envenenada por su amiga Mary Ann  |
| Sam Hoare         | James Robinson           | 3.º Esposo de Mary Ann       | 2         | 2016     | -      | -                                 |
| Jonas Armstrong   | Joseph "Joe" Natrass     | Amante de Mary Ann           | 2         | 2016     | Muerto | envenenado por su amante Mary Ann |
| Emma Fielding     | Helen Robinson           | Hermana de James             | 2         | 2016     | -      | -                                 |
| John Hollingworth | Dr. John Maling          | Doctor                       | 2         | 2016     | -      | -                                 |

### Personajes secundarios
| Actor                        | Personaje                                                   | Ocupación                                 | Episodios | Duración | Estado | Causa                                |
| ---------------------------- | ----------------------------------------------------------- | ----------------------------------------- | --------- | -------- | ------ | ------------------------------------ |
| Isla McMonigle Isobel Dobson | Isabella Mowbray (con 7 años) Isabella Mowbray (con 3 años) | Hija de Mary Ann y Billy                  | 2         | 2016     | Muerta | envenenada por su madre Mary Ann     |
| Hayley Walters               | Elizabeth Robinson                                          | Hija de James                             | 2         | 2016     | Muerta | envenenada por su madrastra Mary Ann |
| Alexander McMonigle          | James Robinson, Jr.                                         | Hijo de James                             | 2         | 2016     | Muerto | envenenado por su madrastra Mary Ann |
| George Kent                  | William Robinson                                            | Hijo de James                             | 2         | 2016     | -      | -                                    |
| Seamus O'Neil                | William Calcraft                                            | Verdugo                                   | 2         | 2016     | -      | -                                    |
| Tom Varey                    | William "Billy" Mowbray                                     | 1.er. Esposo de Mary Ann / Minero         | 1         | 2016     | Muerto | envenenado por su esposa Mary Ann    |
| Thomas Howes                 | George Ward                                                 | 2.º esposo de Mary Ann / Ingeniero        | 1         | 2016     | Muerto | envenenado por su esposa Mary Ann    |
| Mark Underwood               | Frederick "Fred" Cotton                                     | 4.º Esposo de Mary-Ann / Minero           | 1         | 2016     | Muerto | envenenado por su esposa Mary Ann    |
| Ferdy Robert                 | John Quick-Manning                                          | Amante de Mary-Ann / Oficial de Impuestos | 1         | 2016     | -      | -                                    |
| Joanna Horton                | Sarah Edwards                                               | Vecina de Mary Ann                        | 1         | -        | -      | -                                    |
| Mark Holgate                 | William Edwards                                             | Esposo de Sarah                           | 1         | 2016     | -      | -                                    |
| Paul Brennen                 | Thomas Riley                                                | Tendero y Químico Local                   | 1         | 2016     | -      | -                                    |
| John Bowler                  | Mr. Johnson                                                 | Agente de Seguros de Vida                 | 1         | 2016     | -      | -                                    |
| Phil Cheadle                 | Dr. Kilburn                                                 | Doctor                                    | 1         | 2016     | -      | -                                    |
| Jake Lawson                  | Charles "Charlie" Cotton                                    | Hijo de Fred                              | 1         | 2016     | Muerto | envenenado por su madrastra Mary Ann |

## Episodios
La miniserie estuvo conformada por 2 episodios.

## Producción
La miniserie fue dirigida por Brian Percival, y escrita por Gwyneth Hughes y David Wilson.
Contó con la participación de los productores Jake Lushington, en coproducción con Jane Hooks y con Joanne Froggatt como productora asociada, junto a los productores ejecutivos Simon Heath, Kirstie MacDonald, Kate Bennetts, Megan Forde, Hugo Heppell, Gwyneth Hughes, Catherine Payne y Roderick Seligman.
La música estuvo en manos de Michael J. McEvoy, mientras que la cinematografía estuvo a cargo de Larry Smith.